# Irisbus Midway
De Irisbus Midway is een midibus voor interstedelijk vervoer, geproduceerd door de Italiaanse busfabrikant Irisbus.

## Inzet
In Nederland komt deze bus niet voor. De bus komt wel voor in onder andere België, Frankrijk en Italië.

### België
In België kocht de TEC in 2008 een tweedehands Midway voor gebruik op hun Proxibus-projecten. Deze bus kwam in dienst bij TEC Namen - Luxemburg om dienst te doen in Manhay.

### Inzetgebieden
| Land   | Bedrijf | Serie | Aantal | Inzet             | Opmerking |
| ------ | ------- | ----- | ------ | ----------------- | --------- |
| België | TEC     | 4.420 | 1      | Namen - Luxemburg |           |